# Звичайний спосіб
«Звичайний спосіб» (англ. The Usual Way) — американська короткометражна кінокомедія 1913 року.

## У ролях
- Біллі Мейсон — Біллі
- Рут Геннессі — Рут, помічниця стоматолога
- Воллес Бірі — стоматолог
- Роберт Болдер — людина з зубною біллю
- Бен Терпін — незначна роль
- Шарлотта Міно